# Cohors XX Palmyrenorum
Die Cohors XX Palmyrenorum („20. Kohorte der Palmyrener“) war eine  Auxiliareinheit, eine cohors equitata milliaria (teilberittene, tausend Mann starke Kohorte), des römischen Militärs, die ursprünglich aus Bewohnern der Stadt Palmyra aufgestellt worden war.
Als cohors equitata bestand die Cohors XX Palmyrenorum aus einer gemischten Einheit von zehn Zenturien Infanterie (mit 32–36 Dromedarii) und acht turmae Kavallerie, zusammen etwa 1000 Mann. Sie wurde im späten zweiten Jahrhundert aufgestellt, als Palmyra Teil des Römischen Reiches wurde.
Die Cohors XX Palmyrenorum diente im späten zweiten Jahrhundert in Dakien, bevor sie Ende des zweiten Jahrhunderts in Dura Europos stationiert wurde. Ihr Hauptquartier lag abseits des Prätoriums im Tempel der Artemis Azzanathkona. Zu ihren Hauptaufgaben gehörte der Schutz der Karawanenstraßen im Grenzgebiet des Imperiums.